# Campaña de los Valles de Aragua y del Tuy
La Campaña de los Valles de Aragua y del Tuy (1814) son una serie de operaciones que realizó el ejército realista de José Tomás Boves una vez que se hizo con el control de los Llanos de Calabozo, al vencer a los independentistas el 8 de diciembre de 1813 en la Batalla de San Marcos. Su objetivo era conquistar el centro del país y apoyar a los monárquicos de Coro, Apure, Barinas y Puerto Cabello. Fue derrotado, sin embargo, Boves volvería a lanzar una nueva ofensiva.
Tras su victoria en San Marcos, Boves decidió avanzar con 3.000 infantes y 4.000 jinetes hacia los valles del Tuy y de Aragua; solo 600 tenían fusiles, el resto lanzas. Por su parte, los republicanos sumaban apenas 5.000 hombres en mayo. El objetivo de Boves era llegar a Valencia y Caracas aprovechando que Bolívar estaba ocupado en el Asedio de Puerto Cabello, pero antes libró la Primera Batalla de La Puerta frente a Vicente Campo Elías aniquilando al ejército rival el 3 de febrero de 1814. Sin embargo, poco después comprobó la vulnerabilidad de sus milicias al intentar asaltar plazas fortificadas. Fue rechazado el día 12 al atacar en la Batalla de La Victoria donde destacaron como defensores los universitarios y seminaristas locales. A pesar de todo, la peor derrota fue el asedio durante la Batalla de San Mateo. Tres veces, los días 28 de febrero, 20 y 25 de marzo, intentó romper la defensa dirigida por Simón Bolívar sin conseguirlo. La derrota le costó más de un millar de muertos.
Mientras, el coronel Francisco Rosete había sido enviado con 2000 soldados a arrasar los valles del Tuy a su paso, cometiendo una masacre en la Batalla de Ocumare del Tuy el 11 de febrero. Posteriormente, reunió sus fuerzas con las de Boves —alrededor de 4.000 hombres, casi todos a caballo— aunque la infantería llanera, que estaba a cargo del asalto de las ciudades, había resultado aniquilada. Por su parte Bolívar, tras conocer la derrota de La Puerta, temeroso de que 1400 prisioneros y heridos peninsulares o de afinidad realista se alzaran en armas para sumarse a Boves, ordenó la matanza de 1.253 monárquicos que se encontraban en las cárceles de Caracas y el hospital de La Guaira entre los días 13 y 16 del mes de febrero, siguiendo las pautas del Decreto de Guerra a Muerte.
Derrotado en San Mateo, Boves se enteró de que Mariño marchaba con un ejército para liberar a Bolívar de su asedio y decidió salir a su encuentro antes de que ambos unieran sus fuerzas. Lo enfrentó el 31 de marzo en la sabana de Bocachica, cerca de Villa de Cura. Las feroces cargas de caballería llanera fueron incapaces de romper las líneas de la infantería y artillería republicanas. La batalla terminó cuando ambos bandos agotaron sus municiones, el comandante realista se retiró con 3.000 sobrevivientes al Guárico, región llanera intransitable para sus enemigos, donde su ejército podía subsistir y recuperarse gracias a su conocimiento del terreno y sus recursos como del apoyo de la población. Mariño, viendo a sus tropas agotadas, se negó a perseguirlo, posteriormente se reunió con Bolívar, hubo fricciones entre ambos de inmediato y para evitar un conflicto mayor se nombró jefe del Estado Mayor a Rafael Urdaneta quien acompañó a Mariño en sus acciones.
Durante su retirada Boves se encontró con José Ceballos mientras este asediaba Valencia, tras ser informado de los sucesos de Bocachica Ceballos levantó el asedio y se retiró con su ejército a San Carlos (3 de abril).

## Campaña
Habiendo destruido el ejército de Vicente Campo Elías el 3 de febrero en La Puerta, Boves tenía libre el paso a Caracas con excepción de las guarniciones republicanas de las ciudades ya que el grueso del ejército venezolano se hallaba en el occidente actuando contra Ceballos.

### Primera Batalla de La Puerta (3 de febrero)
Campo Elías logró huir con 200 jinetes a Villa de Cura y después a La Cabrera, cerca de Valencia. Estos mismos fueron a ayudar al coronel José Félix Ribas en la batalla de La Victoria. Boves estaba seriamente herido pero igual mando ejecutar a todos los prisioneros que capturó. El lugarteniente de Boves, el coronel Rosete ordenó degollar a los soldados y civiles que encontró en Ocumare del Tuy, el 11 de febrero. Envió a su segundo, Francisco Tomás Morales, con 1.000 jinetes y 300 cazadores a Villa de Cura, apenas a dos leguas y media del campo de batalla, allí capturó todo el parque. 
Los realistas no tenían muchas armas y municiones y les serían muy útiles en las siguientes etapas de la campaña. La victoria realista supuso la ejecución de más de un millar de prisioneros y heridos realistas en Caracas y La Guaira en días posteriores en aplicación del Decreto de Guerra a Muerte.

### Batalla de La Victoria (12 de febrero)
Morales llegó con sus tropas a las 7:00 horas del día 12 de febrero, por el camino de San mateo , cruzando el río Aragua, que corría de norte a sur al oeste de la ciudad. Dividió sus fuerzas en tres columnasː una intentó entrar en la ciudad por el camino principal de San Mateo, mientras las otras dos flanqueaban las posiciones republicanas, tomando El Calvario (al norte de la población) y El Pantanero (al sur). Nueve asaltos realizaron los monárquicos y siempre fueron rechazados por el fuego de fusiles y artillería. Sin embargo, los republicanos estaban arrinconados en la Plaza Mayor. Ribas hizo prodigios de valor, le mataron tres caballos y varios de sus mejores oficiales murieron junto a él. A las 17:00, se observó una polvareda que anunciaba la llegada de refuerzos republicanos, específicamente, un cuerpo de caballería de doscientos veinte jinetes desde La Cabrera, por el camino de San Mateo al mando del coronel Vicente Campo Elías, que atacan por la retaguardia al centro realista y rompen el cerco. Ribas manda a 150 soldados del coronel Mariano Montilla a atacar para ayudar a su entrada a Campo Elías, lo cual hizo y abriéndose paso por entre las filas enemigas facilitó el paso de sus jinetes. Con los refuerzos, lanzan un último contraataque que permitió retomar las posiciones que ocupaba el enemigo y decidir la victoria en favor de la causa patriota, después de 9 horas de reñido combate. Morales y los suyos escapan asustados por las montañas en dirección al Pao de Zárate, perseguido por la caballería patriota. El campo de batalla quedó regado de cadáveres, incluido el valerosísimo merideño Luis María Rivas Dávila, que había conquistado para el escuadrón que mandaba el nombre de "Invencible".

### Batalla de San Mateo (28 de febrero-25 de marzo)
Reunidos Boves y Morales se adentran nuevamente en los valles aragueños, Bolívar sale de Caracas para defender las estratégicas ciudades que defienden la comunicación entre Valencia y Caracas y se sitúa en la ciudad de San Mateo. Durante el asedio Boves entró a caballo en la mansión de la familia Bolívar y grabó su nombre en la puerta del vestíbulo con un cuchillo.
La inutilidad de una carga de caballería contra las líneas republicanas hizo a Boves pensar un plan que le permitiera obtener el parque republicano almacenado en la «casa alta» del ingenio Bolívar para armar a sus hombres, que en su mayoría contaban solo con lanzas.
La custodia le fue encomendada al capitán neogranadino Antonio Ricaurte y a una pequeña tropa de cincuenta soldados. El capitán dispuso rodeo la plaza de armas por todos sus accesos con "carroneras" (cañones de a 4 o de a 6 pulgadas en la boca, colocados sobre ruedas pequeñas para disparos rasantes sobre el piso) y tiradores en los tejados. Durante el ataque realista del 25 de marzo, Francisco Tomás Morales se apoderó del Ingenio, y al mismo tiempo, una de sus columnas, bajando por la fila de Los Cucharos tomó la «casa alta». Ricaurte, quien, al ver tropas realistas en condiciones de capturar aquel arsenal, esperó a que entraran y acto seguido prendió fuego a los polvorines y lo hizo volar con lo cual pereció él y aquellos que se hallaban dentro del recinto. Bolívar aprovechó el desorden momentáneo que se produjo entre los atacantes y lanzó un contraataque, con el cual reconquistó la «casa alta», hoy museo histórico Antonio Ricaurte.
Boves organizó otros dos grandes ataques, el 20 y el 25 de marzo. Fue rechazado con fuertes bajas.

A finales de marzo Boves tuvo conocimiento de la cercanía de un ejército republicano de 4000 de hombres que se acercaba a San Mateo para auxiliar a Bolívar. decidió salir a enfrentar las fuerzas de Santiago Mariño que se dirigían a auxiliar a la ciudad, se encontraron en Bocachica cerca de la ciudad, Boves fue derrotado y volvió a los Llanos a reunir otro ejército.

### Batalla de Ocumare del Tuy (20 de marzo)
Ribas dejó una pequeña guarnición en Ocumare y partió a ayudar a Bolívar en San Mateo ante la venida de Boves. El 6 de marzo, Rosete reconquistó la villa y la noticia le llegó a Bolívar tres días más tarde, amenazando Caracas. Ribas estaba enfermo y con pocos soldados. Sin esperanzas en que Bolívar pudiera ayudarles, los habitantes de Caracas reunieron 800 hombres al mando de Arismendi, la mayoría estudiantes sin experiencia en combate, y decidieron atacar al enemigo esperando sorprenderlo.
Afortunadamente para los caraqueños, el 10 de marzo Bolívar había enviado al coronel Mariano Montilla con 500 soldados a Caracas, llegando justo a tiempo, pues Ribas logró mejorarse y organizar una defensa de 900 efectivos. No podía montar y fue llevado en una cama portátil a Ocumare con sus hombres, partiendo el día 17. Tres jornadas de marcha después estaban ante la villa, pero el jefe realista no le atacó en el llano, donde podía usar su superior número de jinetes, y le esperó parapetado en los edificios. Los patriotas prendieron fuego a los edificios para sacar a sus enemigos y a otros los asaltaron. Después de dos horas, los monárquicos intentaron flanquearlos con la caballería por la izquierda, pero el teniente coronel José María Jiménez acompañado de Montilla los rechazaron. Luego huyeron y se dispersaron, dejando muchos muertos, heridos, caballos y equipo militar.

### Batalla de Bocachica (31 de marzo)
Boves se retira con sus desgastadas tropas a hacer frente al ejército oriental de Santiago Mariño quien viene desde Cumaná a auxiliar a Bolívar. Mariño derrota a Boves en Bocachica y este se retira rodeando el Lago de Valencia hacia Valencia para reunirse a Cajigal y Ceballos, mientras que Bolívar lo persigue de cerca.
El 25 de marzo, Boves, entendiendo el riesgo que representaba Mariño, abandonó el asedio de San Mateo y salió a enfrentarlo. Había permanecido dos días en unas alturas cercanas a San Mateo antes de salir a buscar a su enemigo. El general oriental decide avanzaba hacia San Juan de los Morros, pero al enterarse de la proximidad de Boves opta por tomar posiciones defensivas en Bocachica. Se sabe que tuvo que escoger entre La Puerta y Bocachica para dar batalla, pero después de escuchar el testimonio del comandante Manuel Manrique sobre la derrota del coronel Vicente Campo Elías en el primer sitio, decidió por el segundo. Por el contrario, Boves había marchado esperando luchar en La Puerta, terreno que conocía y donde sabía cómo hacer maniobras. El centro del dispositivo oriental quedó a cargó del coronel Palacios, el ala derecha del coronel Bermúdez y la izquierda bajo las órdenes de Mariño en persona.
El 31 de marzo, Mariño envió a Montilla con una pequeña fuerza de dos destacamentos de cazadores y un escuadrón de caballería en formación de línea a reconocer el terreno en busca del enemigo por el camino a Villa de Cura. Entre las 9:00 y 10:00 horas hizo contacto con Boves, quien avanzaba en columna hacia los republicanos. Siguiendo sus órdenes, Montilla empezó a replegarse mientras abría fuego, consiguieron hacerlo en orden hasta una posición ventajosa donde se hicieron fuertes a eso de las 11:00. Los realistas intentaron cercarlos atacando sus alas, pero entonces llegó el batallón Barlovento al mando del mayor José Antonio Anzoátegui, gracias al cual consiguieron rechazar tres ataques monárquicos, causando graves pérdidas al enemigo. En esos momentos el coronel Bermúdez desalojo a la izquierda de Boves de la posición donde estaba usando una columna y una pieza de artillería, haciéndola huir en desorden y el coronel Palacios llegó con el batallón Valencia a reforzar a Montilla y Anzoátegui. Boves debió retirarse para organizar un nuevo asalto.
Viendo que era imposible romper el centro y la derecha de la línea patriota, Boves decidió atacar su ala izquierda pero Mariño había previsto su movimiento, el único camino posible debido a lo escarpado del terreno estaba cubierto con 200 infantes y un cañón a cargo de Tanago rechazo a la caballería llanera y le obligó a huir en desorden. Entonces Mariño ordenó al mayor general Valdés cargar con la izquierda y la reserva sobre el centro realista en columna cerrada; por la falta de municiones los llaneros resistieron con sus bayonetas hasta que decidieron retirarse. Las últimas horas de combate apenas hubo fuego de fusilería de los monárquicos, pero siguieron luchando animados por su caudillo. Para ese entonces, a los republicanos sólo le quedaban tres a cuatro tiros en las cartucheras a cada soldado.

## Fuerzas enfrentadas
Según la información del propio Boves, eran 3.000 (apenas 600 fusileros) el 1 de febrero de 1814, acorde a una carta a las autoridades de Puerto Cabello. Otras fuentes dicen que eran 2000 fusileros, 1.100 lanceros a pie y 3.700 a caballo. El 15 de marzo, en una proclama en Villa de Cura, habla de 2000 fusileros, igual número de lanceros robustos, y 3.000 jinetes, «se trataría del mayor ejército reunido hasta la gran batalla de Carabobo». A este contingente se debe sumar a Rosete y 3.000 guerreros en la sabana de Ocumare. Debe diferenciarse entre los seguidores de ambos, «jinetes libres» de Boves y «esclavos sublevados» de Rosete.Plantilla:Thibaud
En cambio, a principios de 1814, los republicanos sumaban 8.000 a 10 000 del Ejército de Occidente según Vicente Lecuna, de los que 5.000 a 6.000 eran operativos, aunque José Félix Blanco dice que en total apenas sumaban 6.000 soldados. Respecto del Ejército de Oriente, este aportaba 3.500 a 4.500. La deserción rápidamente hacia descender las cifras, Urdaneta dice que ambos ejércitos sumaban apenas 5.000 hombres en mayo.
Sin embargo, el ejército reunido era poderoso, 5.000 combatientes experimentados y apertrechados acantonados en Valencia, incluidos 2000 reclutas caraqueños. Entre tanto, Ceballos, tenía solo 2.500 hombres después de Arao y había sido reforzado por solo 400 jinetes apureños y la pequeña escolta que trajo Cajigal desde Coro, es probablemente que no tuviera más de 3.000 hombres para hacer frente. Por eso el historiador José Manuel Restrepo estimó en 3.000 combatientes por bando al llegar el enfrentamiento decisivo en la sabana de Carabobo, rechazando las cifras tradicionales de 6.000 realistas y 5.000 republicanos.
Para mediados del siglo XIX, la población de los llanos de Cumaná, Barcelona, Caracas, Carabobo, Barinas y Apure se estimaba en 200.000 personas, principalmente dedicadas a la ganadería bovina. A ellas se les sumaban 17.000 más en Casanare y 3.000 en San Martín.

## Rivalidad entre Bolívar y Mariño
Mariño, envalentonado por su victoria, atacó a José Ceballos en la sabana de Arao el 16 de abril a pesar de los consejos de Rafael Urdaneta; al carecer de municiones estuvo a punto de sufrir un desastre militar. Tras esto, finalmente, reconoció la necesidad de unir fuerzas con su rival, Bolívar.
La rivalidad entre Bolívar y Mariño se empezó a notar tras la acusación de este último al otro culpándole de la ola masiva de deserciones, en efecto, su ejército se había reducido de 4.000 soldados justo antes de Bocachica a solo 2000 tras Arao. Aunque el mando de jure estaba a cargo de Bolívar, de facto estaba dividido entre ambos caudillos rivales, algo frecuente en las primeras etapas de las guerras independentistas y que fue clave en su derrota. A esto hay que sumar las diferencias en la composición de ambas tropas: los soldados de Bolívar eran andinos y los de Mariño eran costeros.
Había una razón política detrás para la decisión de Bolívar de dispersar sus fuerzas: la posición de Bolívar dependía del apoyo de sus oficiales y soldados ya que el grueso del pueblo seguía siendo realista, debido a ello decidió dejar satisfechos a sus lugartenientes dándoles mandos independientes.